# Gerardo Zendejas
Gerardo Zendejas (ur. 1963 w Meksyku) – meksykański duchowny, tradycjonalista katolicki, biskup Bractwa Kapłańskiego Apostołów Jezusa i Maryi (SAJM).
Wykształcenie teologiczne i formację klerycką uzyskał w argentyńskim seminarium duchownym Bractwa Kapłańskiego św. Piusa X (FSSPX) w La Reja. W 1987 roku przyjął diakonat, a w 1988 roku święcenia prezbiteriatu. Od 1988 roku był duszpasterzem FSSPX w Kolumbii. Od 1989 roku pełnił stanowisko przeora FSSPX w Bogocie. W 1992 roku zorganizował pod patronatem Bractwa szkołę dla ubogich kolumbijskich dzieci. Od 1996 roku pracował w Meksyku. Początkowo był tam związany z przeoratem FSSPX w Guadalajarze, a od 1997 roku z domem opieki w Zapotiltic.
W 1998 roku został wysłany do Stanów Zjednoczonych Ameryki, gdzie objął kierownictwo prowadzonego przez FSSPX domu spokojnej starości w Ridgefield. W 2000 roku został przeorem FSSPX w Ridgefield. W 2009 roku został przeniesiony do Teksasu i mianowany przeorem FSSPX oraz kierownikiem szkoły w Dickinson. W 2014 przystąpił do grupy oporu w łonie FSSPX. W 2017 roku przystąpił do Bractwa Kapłańskiego Apostołów Jezusa i Maryi (SAJM). 
W 2017 roku został konsekrowany na biskupa Bractwa Kapłańskiego Apostołów Jezusa i Maryi (SAJM).